# Mrákov
Mrákov település Csehországban, a Domažlicei járásban. Mrákov Tlumačov, Všeruby, Domažlice, Zahořany, Kdyně, Kout na Šumavě és Spáňov településekkel határos. Lakosainak száma 1171 fő (2024. január 1.).

## Népesség
A település lakosságának változását az alábbi diagram mutatja:
| Lakosok száma | 1537 | 1432 | 1467 | 997  | 1091 | 1134 | 1163 | 1130 | 1125 | 1171 |
|               | 1869 | 1890 | 1921 | 1950 | 1980 | 2001 | 2017 | 2019 | 2022 | 2024 |